# Мохаммад Хатамі
Мохамма́д Хатамі́ (перс. محمد خاتمی, Ходжат-оль-іслам валь Мослемін Сейєд Мохаммад Хатамі; нар. 29 вересня 1943, Ердекан, Єзд, Імперська Держава Іран) — іранський державний діяч та реформістський політик, 5-й президент Ісламської республіки Іран в 1997—2005.

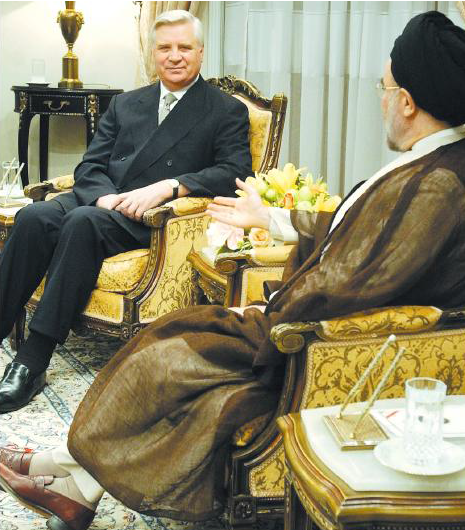
Міністр закордонних справ України Анатолій Зленко з Президентом Ірану Мохаммадом Хатамі 19 липня 2003 року

Обраний президентом в 1997 році, переобраний на другий термін у 2001 році.

## Інтернет-ресурси
- REALITE-EU Mohammed Khatami: Former Iranian President (1997—2005) [Архівовано 24 лютого 2012 у Wayback Machine.]
- Official website of Mohammad Khatami [Архівовано 16 жовтня 2007 у Wayback Machine.]
- Official website of Khatami's International Institute for Dialogue among Cultures & Civilizations
- Official website of Khatami's BARAN NGO Institute in Iran
- Khatami and the Search for Reform in Iran (Review article; Stanford University) [Архівовано 7 березня 2007 у Wayback Machine.]
- Human rights abuses during Khatami presidency